# Ржевський меморіал радянському солдату
Ржевський меморіал радянському солдату — російський меморіальний парк, розташований у Ржевському районі Тверської області Росії. Парк присвячений Ржевській битві. 

## Огляд

### Історія
Ідея створення меморіалу належить ветеранам війни, які у 2017 році колективно звернулися до Комітету Союзної держави Росії і Білорусі та розвідників Російського військово-історичного товариства з проханням створити пам'ятник на честь діамантового ювілею Перемоги . Скульптором і архітектором проекту були Андрій Коробцов і Костянтин Фомін, обрані за підсумками міжнародного конкурсу, який розглядав це питання. Зведення пам'ятника розпочалося у січні 2020 року і завершилося на початку травня . Незважаючи на те, що він був завершений вчасно до святкування річниці 9 травня, було вирішено, у світлі пандемії COVID-19, що дата відкриття буде перенесена на місяць пізніше. 30 червня він був відкритий на публічній церемонії, в якій взяли участь президент Росії Володимир Путін, президент Білорусі Олександр Лукашенко та ветерани Червоної Армії Другої світової війни. 

### Пам'ятник
Пам'ятник являє собою бронзову 25-метрову статую солдата Червоної Армії, що стоїть на 10-метровому кургані. На дорозі, що веде до кургану, на розбитих стінах, розташованих по обидва боки, розміщені зображення солдатів, а також імена тих, хто загинув у бою під час битви . На спорудження пам'ятника було виділено близько 34 млн. рублів з обласного бюджету, а також 650 млн. рублів, виділених союзними державами, бюджетом російського уряду та приватними пожертвами. Будівництво пам'ятника також фінансувалося і підтримувалося такими організаціями, як «Лукойл». Образ солдата, що розчиняється у зграї птахів, походить з поеми Расула Гамзатова «Журавлі», яка стала культовою завдяки покладенню на музику Яна Френкеля.

## Згадки
Пам'ятник зображений на банкноті в 100 рублів, випущеній у обіг із 2022 року. 